# Thích Minh Tuệ
Thích Minh Tuệ (pháp danh, sinh ngày 19 tháng 5 năm 1981), tên khai sinh là Lê Anh Tú, là một khất sĩ thực hành hạnh đầu đà của Phật giáo Nguyên thủy người Việt Nam. Sau khi từ bỏ công việc địa chính viên, Thích Minh Tuệ xuất gia vào năm 2015 tại một cơ sở phật giáo, nhưng rời đi một thời gian ngắn, và từ năm 2018 ông thực hành 13 hạnh đầu đà của Phật giáo Nguyên thủy, bộ hành khất thực khắp đất nước trong nhiều năm. Hành trình đi bộ năm 2024 của ông gây nên sự chú ý với đông đảo quần chúng Việt Nam, thu hút hàng nghìn phật tử mến mộ tìm gặp và có lúc lên đến hàng trăm người theo chân ông, dẫn tới nhiều xáo trộn an ninh trật tự, đồng thời biến ông trở thành một nhân vật nổi tiếng trên Internet "bất đắc dĩ". Tháng 6 năm 2024, Thích Minh Tuệ buộc phải ngừng bộ hành và ẩn tu. Từ tháng 12 năm 2024, Thích Minh Tuệ cùng đoàn các khất sĩ tu hạnh đầu đà ra nước ngoài tiếp tục bộ hành và khất thực lần lượt ở các nước Lào, Thái Lan, Malaysia, Indonesia, Singapore, Sri Lanka và hiện tại là Ấn Độ.
Phương pháp tu tập của ông đã gây tranh cãi ở Việt Nam, trong khi nhiều người tán thán đức tu buông bỏ vật chất của ông, thì pháp tu của ông được xem là tương phản với một số tu sĩ biến chất của Giáo hội Phật giáo Việt Nam, vô tình làm giảm uy tín của giáo hội này. Chính giới Việt Nam lo ngại rằng các nhóm bất đồng chính kiến có thể lợi dụng để phê phán về tự do tôn giáo ở Việt Nam. Việc Thích Minh Tuệ cùng đoàn bộ hành đi theo bị công an giải tán vào đầu tháng 6 năm 2024 và ông sau đó phải ẩn tu dấy lên quan ngại của các tổ chức nhân quyền quốc tế về tự do tôn giáo ở Việt Nam. Trong khi đó truyền thông nhà nước Việt Nam khẳng định rằng ông "tự nguyện" dừng bộ hành và ẩn tu để tránh gây mất an ninh trật tự.
Tính chính danh của ông cũng là đề tài được bàn tán rộng rãi. Giáo hội Phật giáo Việt Nam, không coi ông là "tu sĩ Phật giáo" do ông không tu tập ở bất kỳ cơ sở tôn giáo thành viên nào của giáo hội này, tuy nhiên Giáo hội Phật giáo Việt Nam Thống nhất công nhận điều này và khen ngợi ông hội đủ phẩm hạnh cho danh xưng đó. Đồng tình với việc gọi Thích Minh Tuệ là tu sĩ, dù chính ông không tự nhận mình như thế, các nhà quan sát nhận định việc đánh giá một cá nhân có phải là tu sĩ hay không không phụ thuộc vào sự đồng ý của bất kỳ tổ chức nào.

## Xuất thân
Lê Anh Tú sinh ngày 19 tháng 5 năm 1981 tại xã Kỳ Văn (có nguồn ghi xã Kỳ Tân), huyện Kỳ Anh, tỉnh Hà Tĩnh, Việt Nam. Ông là con thứ hai trong một gia đình có bốn người con. Năm 1994, ông cùng gia đình chuyển đến xã Ia Tô, huyện Ia Grai, tỉnh Gia Lai sinh sống. Theo lời cha ông Lê Xuân, lúc nhỏ Lê Anh Tú là người "hiền lành, hiếu thảo, học lực khá nên được mọi người quý mến."
Tại Gia Lai, khi học hết phổ thông trung học, ông đi nghĩa vụ quân sự khoảng ba năm. Sau khi xuất ngũ, ông theo học Trường Trung cấp Lâm nghiệp Tây Nguyên. Sau khi tốt nghiệp, ông làm địa chính viên cho một công ty tư nhân có trụ sở tại tỉnh Phú Yên, nhưng chủ yếu công tác ở tỉnh Đắk Lắk. Ông đọc sách về Phật pháp trong thời gian này và thực hành ăn chay, tu tại gia.

## Quá trình tu tập và bộ hành xuyên Việt
Năm 2015, Lê Anh Tú quyết định xuất gia, và có thời gian ngắn tu tập tại một ngôi chùa, lấy pháp danh là Thích Minh Tuệ. Tháng 10 năm 2017, ông về nhà cha mẹ làm giấy tờ liên quan đến công việc cá nhân, rồi từ đó không còn liên lạc với gia đình.
Từ năm 2018 đến năm 2023, Thích Minh Tuệ đã ba lần đi bộ từ miền Nam ra miền Bắc Việt Nam và chiều ngược lại theo hình thức thực hành tu tập 13 hạnh đầu đà của Phật giáo nguyên thủy. Những lần bộ hành này diễn ra thuận lợi trong thầm lặng. Thời gian đầu đôi lúc mệt, ông phải di chuyển bằng xe khách. Từ năm 2020 trở đi, ông bộ hành tuyệt đối, chỉ di chuyển bằng đường thủy khi phải đi đò qua sông. Ông đã đi bộ qua gần như toàn bộ lãnh thổ Việt Nam, trừ một số tỉnh phía nam không nằm trên trục đường chính.
Năm 2024 là lần thứ tư ông đi bộ, xuất phát từ tỉnh Khánh Hòa lên Cao Bằng – Hà Giang rồi quay ngược về. Hành trình quay về đã thu hút sự quan tâm của đông đảo người dân, có thời điểm lên tới hàng trăm người theo ông bộ hành.
Trong quá trình bộ hành, Thích Minh Tuệ chỉ ăn cơm chay một bữa vào sáng sớm nhờ bố thí và từ buổi trưa trở đi ông sẽ không nhận thức ăn, nước uống. Ông tắm rửa ở sông suối hoặc xin nhờ các trạm xăng trên đường bộ hành. Y phục của ông là những tấm vải nhặt được ở nghĩa địa hoặc dọc đường rồi chắp vá lại. Ông cũng không nhận tiền, không sử dụng điện thoại hay tích giữ của cải.

### Danh xưng tu sĩ Phật giáo
VnExpress thuật lời Thích Minh Tuệ cho biết ông chưa từng nhận là tu sĩ và bản thân cũng "cảm thấy chưa xứng đáng làm tu sĩ bởi đạo đức của mình chưa đạt đến cảnh giới đó." Ông không tự xưng mình bằng "thầy" như một nhà sư hay xưng "tôi" khi giao tiếp với người khác, mà chỉ xưng "con", điều được cho là mang tinh thần của triết lý "vô ngã".
Giáo hội Phật giáo Việt Nam thì khẳng định ông không phải là tu sĩ Phật giáo, không tu tập và không là nhân sự của bất cứ ngôi chùa, cơ sở tu viện nào thuộc giáo hội này. Ngược lại, Giáo hội Phật giáo Việt Nam Thống nhất công nhận ông "đúng là một tu sĩ Phật giáo" mà không cần phải theo giáo hội hay tổ chức nào.

## Dừng bộ hành và ẩn tu
Đầu tháng 6 năm 2024, khi đi ngang qua địa phận tỉnh Thừa Thiên Huế, Thích Minh Tuệ cùng các khất sĩ đi theo dừng bộ hành. Theo Ban Tôn giáo Chính phủ thì ông "tự nguyện dừng việc đi bộ khất thực" sau khi trao đổi với các cơ quan chức năng của Việt Nam. Tuy nhiên, theo Đài Á Châu Tự Do dẫn lời những người đi khất thực cùng ông thì rạng sáng ngày 3 tháng 6, đoàn gồm 72 khất sĩ bị lực lượng an ninh khống chế đưa tới các đồn công an để thẩm vấn và sau đó được trả tự do rải rác ở những tỉnh khác nhau. Riêng Thích Minh Tuệ được lực lượng chức năng đưa đến nơi mà ông yêu cầu, theo báo Thanh Niên dẫn nguồn từ giới chức địa phương. Còn theo báo Người Việt thì ông bị "cưỡng bức" đưa lên xe hơi chở đi mà không rõ điểm đến. Công an tỉnh Gia Lai đã tiến hành lấy dấu vân tay làm căn cước công dân cho ông. BBC News tuyên bố đã nhận được nhiều thông tin về việc đoàn khất sĩ bị chính quyền giải tán ngay trong đêm gần thành phố Huế, thay vì "tự nguyện".
Trong bản tin Thời sự tối của Đài Truyền hình Việt Nam phát sóng vào ngày 8 tháng 6, Thích Minh Tuệ cho biết sức khỏe và tinh thần của mình vẫn tốt. Được phóng viên phỏng vấn, ông bày tỏ mong muốn mọi người sẽ không tập trung lại khi thấy mình đi ra đường vì như thế sẽ khiến ông "không [tu] học được nữa." Truyền thông đối lập chỉ ra không ít công luận tin rằng có sự cắt ghép, dàn dựng trong video phỏng vấn này, và lo ngại ông đang bị "giam lỏng". Theo BBC News, việc ông ra mặt trên sóng truyền hình lại tiếp tục "làm dấy lên nghi ngờ"; hãng tin nêu bật những mâu thuẫn về mặt thời gian, sự thiếu nhất quán trong bối cảnh cùng các biểu hiện được cho là bất thường của vị tu sĩ. Trong bản tin tiếp theo ngày 9 tháng 6, Thích Minh Tuệ cho biết đã lên một số kế hoạch về việc tu tập của mình. Ông chia sẻ, chỉ khi người dân không tụ tập đông, đảm bảo an ninh trật tự và giao thông thì ông mới tiếp tục bộ hành; nếu không, ông sẽ chỉ an trú một nơi nhất định rồi khất thực quanh đó.
Công an tỉnh Gia Lai ngày 10 tháng 6 đã đăng một video phỏng vấn Thích Minh Tuệ sau khi ông nhận thẻ căn cước, và báo Người Lao Động cũng đã phỏng vấn trực tiếp ông vào chiều hôm đó. Trong các cuộc phỏng vấn, ông nêu lý do tạm dừng bộ hành là nhằm "đảm bảo an toàn giao thông, tránh việc tụ tập đông người làm ảnh hưởng đến an ninh trật tự," đồng thời chia sẻ dự định tiếp tục đi khất thực theo lời Phật dạy. Ông cũng bày tỏ nguyện vọng được hành hương đến Ấn Độ để đảnh lễ bốn thánh địa Phật giáo (Tứ động tâm) nhờ thẻ căn cước của mình. Báo Thanh Niên tiết lộ Thích Minh Tuệ đang tu tập tại "một địa điểm bí mật ở Gia Lai." Chỉ ít ngày sau, hàng nghìn người tiếp tục đổ về địa phương này với mong muốn gặp mặt ông; khiến ông phải đi nơi khác ẩn tu.

## Bộ hành sang Ấn Độ
Ngày 12 tháng 12 năm 2024, Thích Minh Tuệ cùng 5 khất sĩ khác khởi hành từ Việt Nam qua cửa khẩu Bờ Y trên biên giới Việt–Lào. Trong các tình nguyện viên đi cùng đoàn có vlogger du lịch bụi Lê Khả Giáp và cựu Thượng tá công an, Tiến sĩ Đoàn Văn Báu, nguyên Phó Trưởng khoa Tâm lý thuộc Trường Đại học An ninh nhân dân. Theo dự kiến, đoàn sẽ bộ hành qua Lào và Myanmar để nhập cảnh Ấn Độ, rồi sang Nepal và Bhutan trước khi ẩn tu ở dãy núi Himalaya.. Ông Đoàn Văn Báu khẳng định mình là trưởng đoàn và được ủy nhiệm để đảm bảo đoàn bộ hành đi đến Ấn Độ an toàn, trong khi sư Minh Tuệ nói rằng ông Báu cũng chỉ là một người trong đoàn và chỉ nhờ ông này chỉ đường cũng như làm giúp các thủ tục pháp lý, hành chính.
Đoàn đi bộ qua các tỉnh Attapeu, Sekong và Champasak ở miền nam Lào rồi qua cửa khẩu Vang Tao để vào Thái Lan vào ngày 31 tháng 12 năm 2024.
Vào ngày 4 tháng 2 năm 2025, sau nhiều bất đồng nội bộ, các ông Báu, Giáp và một phiên dịch viên tiếng Thái tên Hùng rời đoàn khiến đoàn tạm dừng bộ hành khi đang ở tỉnh Phetchabun, Thái Lan. Mâu thuẫn nội bộ xuất phát từ việc các tu sĩ trong đoàn nghi ngờ về mục đích đi theo hỗ trợ của ông Báu với tư cánh là tình nguyện viên nhưng lại kiểm soát chặt chẽ đoàn về nhân sự và truyền thông, trong khi ông Báu cho rằng việc hạn chế này là đảm bảo an ninh trật tự cho đoàn khi bộ hành ở nước ngoài. Vào ngày 8 tháng 2, những người này quay trờ lại, trong đó ông Báu và ông Hùng từ bỏ lời thề của mình với sư Minh Tuệ, và cả ba người không còn tham gia cùng đoàn bộ hành. Cựu Trung tá quân đội Lê Quang Hà, nguyên giảng viên Trường Sĩ quan Phòng hóa và cư sĩ Phật giáo Hòa Hảo Phước Nghiêm trở thành các tình nguyện viên chính, đảm nhận vai trò hỗ trợ đoàn về đảm bảo an ninh trật tự, dẫn đường cũng như thủ tục pháp lý, xin visa. Ngày 9 tháng 2, Thích Minh Tuệ cùng các khất sĩ khác bắt đầu bộ hành trở lại. Bản tin của Đài Phát thanh - Truyền hình Hà Nội ngày 22 tháng 2 cho rằng, các YouTuber với mục tiêu kiếm tiền quảng cáo đã lợi dụng hình ảnh của sư Minh Tuệ, khai thác và thổi phồng những mâu thuẫn cá nhân, tranh cãi trong nội bộ đoàn bộ hành, và cho rằng từ khi ông Báu rời đoàn thì đoàn bộ hành trở nên nhốn nháo, gây mất an ninh trật tự ở Thái Lan. Trong khi đó, hãng thông tấn Thairath đưa tin rằng đoàn tu theo 13 hạnh đầu đà rất nghiêm khắc, được người dân kính trọng, và việc bộ hành ở Thái Lan diễn ra trong trật tự.
Ngày 24 tháng 2 năm 2025, các khất sĩ Minh Tuệ, Tuệ Minh, Minh Nhuận, An Lạc, Chơn Chí và Minh Tạng đến văn phòng Di trú tỉnh Phichit gia hạn lưu trú và được cấp phép lưu trú đến ngày 7 tháng 3 để rời khỏi Thái Lan. Trước đó trên các mạng xã hội có nhiều đồn đoán về việc đoàn không được gia hạn và có nguy cơ bị trục xuất. Ngày 4 tháng 3 năm 2025, khi bộ hành ở tỉnh Kamphaeng Phet, do sắp hết hạn lưu trú, đoàn các khất sĩ đi xe buýt đến cửa khẩu Mae Sot, tỉnh Tak, nhưng không được xuất cảnh do phía Myanmar chỉ cho phép công dân nước này và Thái Lan nhập cảnh. Đoàn tiếp tục đi xe buýt đến cửa khẩu Chiang Khong ở biên giới với Lào cách đó hơn 500 km đường bộ vào ngày 5 tháng 3, nhưng không xuất cảnh vì quan ngại nguy cơ không thể quay lại Thái Lan tiếp tục bộ hành đi Ấn Độ. Sau đó đoàn chuyển hướng đi đến cửa khẩu Sadao trên biên giới với Malaysia cách vị trí trước đó hơn 1800 km đường bộ và nhập cảnh vào Malaysia ngày vào ngày 6 tháng 3.
Cuộc bộ hành ở Malaysia được cho là thuận lợi, người mến mộ khất sĩ Minh Tuệ ở Malaysia và các nơi vẫn tiếp tục đổ về để gặp vị hành giả. Ngày 2 tháng 4, do gần hết hạn lưu trú, Thích Minh Tuệ cùng đoàn hơn 30 khất sĩ khi đang bộ hành ở tỉnh Perak đã lên xe bus đi tới thành phố cảnh Johor Baru, từ đó đi phà sang đảo Batam của Indonesia. Ngày 9 tháng 4, do không được cảnh sát cấp phép bộ hành, đoàn các khất sĩ rời đảo Batam để sang Singapore bằng phà. Tối ngày 10 tháng 4, sư Minh Tuệ cùng các khất sĩ đã bay từ sân bay Changi, Singapore sang thủ đô Colombo, Sri Lanka.
Ngày 17 tháng 4 năm 2025, khi sư Minh Tuệ cùng 37 khất sĩ hạnh đầu đà buộc phải dừng bộ hành khi ngang qua thị trấn Narammala, thuộc tỉnh Tây Bắc Bộ, Sri Lanka khi cảnh sát tới làm việc về đơn thư tố cảo của Thượng tọa Thích Nhật Từ, khi ông này cho rằng đoàn bộ hành là giả sư, âm mưu lập giáo phái mới, đe dọa thể diện và trật tự quốc gia. Bức thư yêu cầu hợp tác với Giáo hội Phật giáo Việt Nam ngăn chặn hoạt động tôn giáo của đoàn bộ hành. Cảnh sát yêu cầu các khất sĩ trong đoàn bộ hành chuyển đổi thị thực, từ du lịch sang hành hương, để phù hợp với mục đích của chuyến đi, sau đó  các khất sĩ và tình nguyện viên được đưa đi bằng xe bus đến chùa Wedikanda Aranya Senasanaya, thuộc tỉnh Sabaragamuwa. Ngày 24 tháng 4, do không được cấp phép tiếp tục bộ hành ở Sri Lanka, đoàn gồm 35 khất sĩ và 10 tình nguyện viên lên xe bus di chuyển đến Colombo và bay đến New Delhi, Ấn Độ vào sáng ngày 25, từ đó nối chuyến đến Bồ Đề Đạo Tràng. Một bài báo đăng trên tờ Daily Mirror của Sri Lanka cho rằng việc đoàn khất sĩ Minh Tuệ bộ hành với visa du lịch là hợp pháp và quyết định của cảnh sát là vi hiến.
Ở Bồ Đề Đạo Tràng, đoàn các khất sĩ và tình nguyện viên thường xuyên bị quấy rối bởi một số youtuber mặc áo cờ đỏ sao vàng. Nhóm youtuber này được cho là đăng tải thông tin sai sự thật về đoàn các khất sĩ cũng như thóa mạ và tấn công phật tử vào thăm viếng đoàn.  Ngày 7 tháng 5, một nhóm 12 khất sĩ trong đoàn bộ hành khởi hành đi Dharamsala và đã hội kiến với Đạt-Lai Lạt-Ma, lãnh tụ tinh thần của Phật giáo Tây Tạng, vào ngày 9 tháng 5. Trong cùng thời gian này ở trong nước, ông Lê Anh Tuấn, anh trai khất sĩ Minh Tuệ bị thông báo kỉ luật Đảng, và ông Thân Thành Vũ, một tình nguyện viên đứng sau hỗ trợ về truyền thông và pháp lý cho đoàn cũng bị cấm xuất cảnh. 

## Ảnh hưởng

### Hiện tượng mạng
Mang hình ảnh một người vô danh tự nhận đang "tập học" theo lời Phật dạy và đầu trần, chân đất đi bộ khắp đất nước, Thích Minh Tuệ đã trở thành một hiện tượng mạng tại Việt Nam, đồng thời truyền cảm hứng cho đức tu khổ hạnh từ bỏ vật chất khiến hàng nghìn người từ khắp nơi đến tìm gặp ông. Một số cá nhân tôn sùng ông như "Đức Phật tái thế" hoặc gợi nhớ đến hình ảnh Đức Phật ngày xưa. Có người còn sử dụng hình ảnh của ông đăng lên các trang mạng xã hội với mục đích tăng tương tác để kinh doanh trực tuyến. Thậm chí, trên các sàn thương mại điện tử, mạng xã hội xuất hiện những mẫu quần áo và phụ kiện được thiết kế theo màu sắc trang phục của ông. Việc sinh hoạt cá nhân của ông như ngủ, tắm, đi vệ sinh cũng bị làm phiền. Hiện tượng mạng này được báo Dân Việt ví như "những bữa tiệc view", phản ánh vấn nạn tung hô quá đà của người sáng tạo nội dung trên nền tảng số. Đã có trường hợp người tung tin và video về Thích Minh Tuệ trên Internet bị giới chức xử phạt hành chính. Đáng chú ý có hai YouTuber bị phạt 10 triệu đồng do đăng video về một tảng đá ở tỉnh An Giang mà họ cho là giống hình tượng Thích Minh Tuệ, dẫn tới tranh cãi trái chiều rằng chính quyền đang trừng phạt trí tưởng tượng của người dân.

### Tự do tôn giáo
Công an Việt Nam lo ngại giới bất đồng chính kiến tại nước này có thể lợi dụng "hiện tượng Thích Minh Tuệ" để "chống phá" chính sách tôn giáo của Đảng Cộng sản Việt Nam và Nhà nước Việt Nam trên mạng xã hội, lập luận rằng các tổ chức đối lập tìm cách gây "chia rẽ" và "mâu thuẫn" nhằm làm suy yếu "khối đại đoàn kết toàn dân tộc" và đi ngược lại các giá trị truyền thống. Thông tấn xã Việt Nam thậm chí chỉ rõ hình ảnh bộ hành của Thích Minh Tuệ đang bị "các thế lực thù địch" lợi dụng nhằm "phỉ báng, công kích Giáo hội Phật giáo Việt Nam", vốn là một tổ chức do chính phủ quản lý thuộc Mặt trận Tổ quốc Việt Nam.
Ban Trị sự Giáo hội Phật giáo Việt Nam tỉnh Bà Rịa – Vũng Tàu đã kiểm điểm Thượng tọa Thích Minh Đạo, trụ trì Tu viện Minh Đạo sau khi ông này đăng tải video khen ngợi Thích Minh Tuệ. Ban Trị sự sau đó kết luận rằng việc sư Thích Minh Đạo "nhận xét về ông Lê Anh Tú là quyền suy nghĩ của từng cá nhân," nhưng "sai ở chỗ dùng từ chưa đúng với chức năng – quyền hạn của mình dẫn đến sự ngộ nhận từ nhiều nơi." Theo BBC News, việc sư Minh Đạo bị kỷ luật đã gây ra nhiều phản ứng trong dư luận, đặc biệt từ người dùng mạng xã hội.
Việc chính quyền Việt Nam đề nghị Thích Minh Tuệ dừng bộ hành rồi ẩn tu cũng dẫn đến nhiều uẩn khúc và nghi vấn khi một bộ phận quần chúng cho rằng ông không hề tự nguyện làm việc này. Ông Lê Quang Hiển, Phó Hội trưởng Thường trực Ban Trị sự Trung ương Giáo hội Phật giáo Hòa Hảo Thuần tuý, lo ngại Thích Minh Tuệ có kết cục giống Huỳnh Phú Sổ và Minh Đăng Quang, là hai lãnh tụ tôn giáo ở Việt Nam bị ám hại và mất tích. Tuy nhiên, Hòa thượng Thích Không Tánh, Phó Viện trưởng Hội đồng Điều hành Tăng đoàn Giáo hội Phật giáo Việt Nam Thống nhất phủ định điều này dù suy đoán sẽ "có sự quản thúc, quản chế hay cô lập" và thao túng vị tu sĩ. Dân biểu Tạ Đức Trí thuộc Hạ viện bang California, Hoa Kỳ đã gửi thư đến Ủy ban Tự do Tôn giáo Quốc tế của nước này (USCIRF) bày tỏ lo ngại về cách chính quyền Việt Nam có thể đối xử với Thích Minh Tuệ.
Báo Nhân Dân, cơ quan ngôn luận của Đảng Cộng sản Việt Nam, bác bỏ cáo buộc có sự đàn áp tôn giáo, gọi đó là thông tin sai sự thật và bịa đặt do những "đối tượng chống phá, phản động" lan truyền. Với việc đưa Thích Minh Tuệ xuất hiện trở lại trên truyền thông trong các video thời sự khoảng một tuần sau khi ông ẩn tu, Đài Truyền hình Việt Nam một lần nữa nhấn mạnh những đồn đoán trong thời gian qua về số phận của ông là bịa đặt nhằm "xuyên tạc chính sách tôn giáo" của nước này. Theo Đài Tiếng nói Hoa Kỳ, các bản tin trên được đưa ra nhằm dập tắt những tin đồn xoay quanh việc Thích Minh Tuệ tự nguyện dừng bộ hành như truyền thông trong nước đưa tin trước đó.
Trong báo cáo thường niên 2025 do Ủy ban Tự do Tôn giáo Quốc tế Hoa Kỳ (USCIRF) công bố, Việt Nam bị đề nghị đưa vào danh sách 'Quốc gia cần quan tâm đặc biệt về tôn giáo' (CPC). USCIFR nhắc đến vụ sư Thích Minh Tuệ cùng đoàn bộ hành của ông bị công an giải tán vào tháng 6 năm 2024 tại Huế như một ví dụ về thiếu tự do tôn giáo.

### An ninh, trật tự xã hội
Lực lượng công an địa phương được yêu cầu phối hợp với các đơn vị liên quan thực hiện nhiều biện pháp đảm bảo an toàn giao thông và an ninh trật tự khi Thích Minh Tuệ và đoàn người đi theo bộ hành qua địa bàn các tỉnh. Ngày 30 tháng 5 năm 2024, một người đàn ông trong lúc bộ hành theo Thích Minh Tuệ đã tử vong do sốc nhiệt, suy đa tạng, tiêu cơ vân. Người này bị ngất xỉu trong lúc cùng ông di chuyển qua địa bàn huyện Triệu Phong, tỉnh Quảng Trị, sau đó được người dân đưa vào cấp cứu tại bệnh viện địa phương nhưng không qua khỏi. Ngày 2 tháng 6, có thêm hai phụ nữ đi theo đoàn bị sốc nhiệt, đuối sức, được đưa đi cấp cứu. Theo đại diện chính quyền huyện Phong Điền, tỉnh Thừa Thiên Huế, đám đông đi theo Thích Minh Tuệ gây ách tắc giao thông, không nhường đường cho xe cấp cứu, xả rác, phóng uế bừa bãi gây mất vệ sinh. Bên cạnh đó, một số người khi đi theo đoàn bộ hành cùng Thích Minh Tuệ qua các tỉnh miền Trung đã phân phát các tài liệu về "đạo Nhân Quả", bị cơ quan chức năng tỉnh Hà Tĩnh cho là trái phép và tiến hành tịch thu, lập biên bản xử lý. Ngày 14 tháng 11 năm 2024, Thích Minh Tuệ đã có đơn gửi cơ quan chức năng về việc đề nghị không tụ tập đông người và phát tán hình ảnh cá nhân của ông lên mạng xã hội. Đến ngày 17 tháng 11, ông thông báo tạm dừng đi khất thực do việc tụ tập đông người gây mất trật tự, không phù hợp với việc tu tập.

## Đánh giá
Giáo sư Tiến sĩ Nguyễn Hữu Liêm nhận xét việc khất thực của các nhà sư Phật giáo từ xưa đến nay không phải việc lạ nên ông cũng xem chuyện bộ hành của Thích Minh Tuệ là điều bình thường. Theo Thượng tọa Thích Thanh Huân, "hiện tượng Thích Minh Tuệ" không đáng rầm rộ. Báo Công Thương nhận định tuy không tu tại ngôi chùa nào và chỉ chọn lối đi riêng cho quá trình tu tập của mình, nhưng Thích Minh Tuệ lại "nổi tiếng một cách bất đắc dĩ". Không đề cập nhiều đến cách tu tập của Thích Minh Tuệ, báo Công an nhân dân tập trung phê phán mức độ quan tâm của công chúng dành cho ông, gọi đó là "kiếp nạn sinh ra từ 'ngáo' mạng xã hội." Nhà báo Nguyễn Mạnh Hà gửi bài cho BBC News bình luận rằng việc theo dõi hành trình của Thích Minh Tuệ đã trở thành thói quen thường ngày của không ít người Việt Nam, song cũng cho rằng ông đang phải "bất đắc dĩ" vào vai trụ trì của "ngôi chùa di động". Hãng tin này nhấn mạnh thêm, chính những lời nói "chân chất, mộc mạc" của Thích Minh Tuệ là điểm thu hút công chúng, cho dù ông không có những bài thuyết pháp cao thâm.
Việc bộ hành khổ tu của ông cũng gây ra nhiều luồng quan điểm về tính chính thống trong phương pháp tu học. Báo Tiền Phong nhận xét Thích Minh Tuệ tu theo đường lối nguyên thủy nhưng lại không thuộc về giáo hội hay ngôi chùa nào, và đánh giá "con đường ông đã và đang chọn thuộc loại gian khổ nhất." Thượng tọa Thích Minh Đạo đánh giá hình ảnh Thích Minh Tuệ lặng lẽ hành đạo đã làm cho Phật giáo Việt Nam "sống lại trong lòng của Phật tử năm châu", đồng thời gọi ông là hiện diện của Ma-ha-ca-diếp, một đệ tử của Đức Phật Thích-ca Mâu-ni trọn đời tu theo hạnh đầu đà; song cũng có người trong giới tu hành so sánh ông với một đệ tử khác đã phản bội Đức Phật là Đề-bà-đạt-đa bởi hệ quả từ sự nổi tiếng của ông trên Internet là tương đồng với tội phá hoại sự đoàn kết mà Đề-bà-đạt-đa phạm phải. Tu sĩ Thích Đồng Đạo bác bỏ việc gọi Thích Minh Tuệ là "sư", với lý do cách tu của ông là "tình trạng biến đổi tư duy đi tìm cầu một cái độc lạ không giống pháp nào trong giáo lý." Trong khi đó nhà báo Cù Mai Công ca ngợi cách tu của ông là "sự buông bỏ của một ý chí kiên cường đến không thể tin nổi."
Tiếng tăm của Thích Minh Tuệ đã lôi kéo cả người trong ngành giải trí Việt Nam vào cuộc tranh luận. Diễn viên Angela Phương Trinh thường xuyên đưa ra những lời lẽ công kích ông cùng đoàn bộ hành theo ông trên tài khoản mạng xã hội cá nhân, thậm chí mắng ông là "giặc". Cô là đệ tử của Thượng tọa Thích Chân Quang, trụ trì chùa Thiền Tôn Phật Quang ở tỉnh Bà Rịa – Vũng Tàu; bản thân ông này cũng từng chỉ trích gay gắt Thích Minh Tuệ khi gọi vị tu sĩ là "thằng ba trợn". Truyền thông trong nước chê trách nữ diễn viên "quá khích", "lộng ngôn", "thiếu chuẩn mực", yêu cầu cơ quan chức năng "xử lý đúng quy định", nhưng mặt khác cũng kêu gọi "cảnh giác trước âm mưu lợi dụng tôn giáo." Cô này sau đó lên tiếng xin lỗi, xóa tất cả phát ngôn nhằm vào Thích Minh Tuệ, và "mong được mọi người thông cảm" do "vẫn đang trên con đường học đạo."
Trước việc Giáo hội Phật giáo Việt Nam ra văn bản không công nhận Thích Minh Tuệ là tu sĩ Phật giáo, Tiến sĩ Hoàng Văn Chung, Trưởng Phòng Nghiên cứu Lý luận và Chính sách Tôn giáo thuộc Viện Nghiên cứu Tôn giáo nêu quan điểm: "Miễn là người ta tin và tu hành theo Phật giáo thì người ta có quyền của người ta, không nhất thiết có chứng nhận của Giáo hội Phật giáo thì ông ấy mới là tu sĩ Phật giáo. Phật giáo không phải của riêng ai." Còn theo tu sĩ Thích Đồng Long thuộc Giáo hội Phật giáo Việt Nam Thống nhất, một tổ chức Phật giáo không nằm dưới sự quản lý của chính quyền Việt Nam, quan niệm không theo Giáo hội Phật giáo Việt Nam thì không phải tu là "sai lầm", cho thấy sự thiếu tự do tôn giáo tại quốc gia này. Ngày 4 tháng 6 năm 2024, sau khi có tin Thích Minh Tuệ bị cưỡng ép dừng bộ hành và đưa đi biệt tích, Tăng đoàn Giáo hội Phật giáo Việt Nam Thống nhất ra thông cáo nhìn nhận ông đã giữ đúng phẩm hạnh của một vị tu sĩ Phật giáo và kêu gọi chính quyền Việt Nam cho phép ông tự do tu hành.